# Aleksiej Zubakin
Aleksiej Aleksiejewicz Zubakin, ros. Алексей Алексеевич Зубакин (ur. 15 lutego?/27 lutego 1900 w Moskwie, zm. ?) – radziecki wojskowy (pułkownik), wykładowca w niemieckich szkołach wywiadowczych, oficer Rosyjskiej Armii Wyzwoleńczej, a następnie dowódca 1650 Pułku Artylerii 2 Dywizji Piechoty Sił Zbrojnych Komitetu Wyzwolenia Narodów Rosji podczas II wojny światowej, emigracyjny działacz kombatancki.

## Życiorys
W 1918 ukończył szkołę realną. W grudniu tego roku został zmobilizowany do armii bolszewickiej. Brał udział w wojnie domowej w Rosji przeciwko wojskom ukraińskim atamana Symona Petlury, a następnie Białych. Służył w kompanii sztabowej 4 Armii, zaś od marca 1919 8 kompanii 229 Pułku Strzeleckiego. W kwietniu 1920 odkomenderowano go do szkoleniowego batalionu łączności. W kwietniu 1922 ukończył sewastopolskie kursy artyleryjskie kadry dowódczej Armii Czerwonej, po czym objął dowództwo plutonu szkoleniowego. Od lutego 1923 był zastępcą dowódcy baterii 1 dywizjonu haubic 3 Dywizji Strzeleckiej. W maju 1924 objął funkcję dowódcy łączności dywizjonu. We wrześniu 1925 ukończył kolejny kurs artyleryjski, a następnie został zastępcą dowódcy baterii szkoleniowej. Od października tego roku dowodził baterią 48 dywizjonu artylerii. W styczniu 1926 objął funkcję komisarza politycznego (politruka) baterii. W lipcu tego roku powrócił na stanowisko dowódcy. Od października był zastępcą szefa sztabu pułku artylerii 3 Dywizji Strzeleckiej. W listopadzie 1927 r. został zastępcą dowódcy dywizjonu 30 Pułku Artylerii 30 Dywizji Strzeleckiej. Od stycznia 1928 r. tymczasowo pełnił funkcję dowódcy dywizjonu. W październiku 1930 r. został dowódcą artylerii sumskiej szkoły artylerii. W lutym 1932 r. ukończył tam kurs artyleryjski, po czym objął dowództwo pododdziału szkoleniowego. Do 1938 r. studiował na uniwersytecie w Odessie. W międzyczasie ukończył kolejny kurs artyleryjskie. W 1936 awansował do stopnia majora. W październiku 1938 r. został wykładowcą w odeskiej szkole artyleryjskiej. Od poł. października 1940 r. w stopniu podpułkownika był zastępcą dowódcy dywizjonu artylerii. Od maja 1941 dowodził 685 Korpuśnym Pułkiem Artylerii. Awansował na pułkownika. Pod koniec grudnia tego roku dostał się do niewoli niemieckiej. Przebywał w różnych obozach jenieckich. W 1943 podjął kolaborację z Niemcami. Został wykładowcą w oficerskich szkołach wojsk wschodnich w Mariampolu i w okupowanej Francji. Następnie objął funkcję komendanta domu wczasowego dla weteranów Rosyjskiej Armii Wyzwoleńczej (ROA) w północnych Włoszech, a potem zastępcy komendanta obozu dla inwalidów ROA w Niemczech. Od stycznia 1945 r. w stopniu pułkownika dowodził 1650 Pułkiem Artylerii 2 Dywizji Piechoty Sił Zbrojnych Komitetu Wyzwolenia Narodów Rosji. 9 maja tego roku wraz z dywizją poddał się Amerykanom. Przebywał w różnych obozach jenieckich. Uniknął repatriacji do ZSRR. W maju 1946 został wypuszczony z obozu dla przesiedleńców. Początkowo mieszkał w zachodnich Niemczech, po czym wyjechał do USA. Był aktywnym działaczem „własowskich” organizacji kombatanckich. Napisał wspomnienia z czasów wojny.